# Antonio Delamea Mlinar
Antonio Delamea Mlinar (Celje, 10 giugno 1991) è un ex calciatore sloveno, di ruolo difensore.

## Caratteristiche tecniche
Difensore centrale, può svolgere il ruolo di terzino destro.

## Carriera

### Club
Dal 2011 al 2017 ha giocato per l'Olimpia Lubiana, nella massima serie slovena. Nell'ultima stagione giocata con la maglia bianco verde ha conquistato il primo titolo nazionale nella storia della società.

#### New England Revolution
Viene acquistato nel 2017 dal New England Revolution e fa il suo esordio nella prima partita della MLS 2017,giocata il 5 marzo e  persa 1-0 contro il Colorado Rapids.

## Palmares

### Club

#### Competizioni nazionali
- Coppa di Slovenia: 2

Interblock Lubiana: 2008-2009
Olimpia Lubiana: 2020-2021
- Campionato sloveno: 1

Olimpia Lubiana: 2015-2016